# Zelotes comparilis
Zelotes comparilis är en spindelart som först beskrevs av Simon 1886.  Zelotes comparilis ingår i släktet Zelotes och familjen plattbuksspindlar. Inga underarter finns listade i Catalogue of Life.